# Petr Lazar
Petr Lazar (né le 2 juillet 1976 à Brno) est un coureur cycliste tchèque. Il a notamment été médaillé de bronze de l'américaine lors du championnat du monde de 2007 avec Alois Kaňkovský.

## Palmarès sur piste

### Jeux olympiques
- Athènes 2004
  - 12e de l'américaine

### Championnats du monde
- Palma de Majorque 2007
  -  Médaillé de bronze de l'américaine (avec Alois Kaňkovský)

### Coupe du monde
- 2004
  - 1er de l'américaine à Manchester (avec Martin Bláha)
- 2004-2005
  - 2e de l'américaine à Moscou
  - 2e de la course aux points à Moscou
  - 2e de l'américaine à Los Angeles
- 2005-2006
  - 3e de la course aux points à Moscou

### Championnats d'Europe
- Valence 2004
  -  Médaillé de bronze de l'omnium
- Dalmine 2005
  -  Médaillé d'argent de l'américaine
- Copenhague 2006
  -  Médaillé de bronze de l'américaine

### Championnats nationaux
- Champion de République tchèque de poursuite par équipes en 2005
- Champion de République tchèque de l'américaine en 2008

## Palmarès sur route
- 2004
  - 3e et 4e étapes du Tour de Grèce